# Renee Bennett
Renee Bennett   (Canning Town, c. 1935) és una antiga comerciant de motocicletes i pilot de motociclisme anglesa. Durant la dècada del 1960 va ser, al costat de Mary Driver, Olga Kevelos, Jill Savage, Barbara Briggs i Joan Holloway, una de les poques dones a competir regularment en proves de trial i enduro al Regne Unit.

## Biografia
Renee Bennett va néixer al si d'una família molt relacionada amb el motociclisme. A finals de la dècada del 1920, el seu pare, Charles Bennett (mort el 1989), va obrir una botiga de bicicletes i motocicletes a Victoria Dock Road, Canning Town (East London). Conegut com a Wag Bennett, el 1939 Charles va formar part de la selecció britànica per als ISDT, celebrats aquell any a Salzburg, aleshores al Tercer Reich. L'equip va rebre l'ordre de tornar a Gran Bretanya abans d'acabar la prova a causa de la imminència de l'esclat de la Segona Guerra Mundial. Durant la guerra, la seva botiga va ser destruïda en un bombardeig de la Luftwaffe. Un cop acabat el conflicte, els Bennett van esdevenir concessionaris de la marca de motocicletes Ariel.
A 15 anys d'edat, pels volts de 1950, Renee va deixar l'escola per a entrar al negoci familiar, que ja havia agafat la representació de moltes altres marques: AJS, Matchless, BSA, Triumph, Panther, James, Velocette, Francis-Barnett i NSU entre d'altres. En aquella època, Renee Bennett va començar a practicar el trial amb una James Captain 198cc. A mitjan dècada del 1950, Renee es va casar amb Howard Powell (mort el 2003), campió britànic de culturisme a qui va conèixer per mitjà del seu germà Wag Bennett jr., un culturista de renom. El 1956 va néixer la seva primera filla, Julie Powell, i el 1964 el segon, Charles. El 1960, el matrimoni Bennett va crear la seva pròpia cadena de botigues de motocicletes, Howard Powell Motorcycles, la qual dirigeixen encara actualment els seus nets.
Al tombant de la dècada del 1950, el matrimoni Powell competia regularment en proves de regularitat i trial locals, mentre que el pare de Renee ho feia a escala nacional amb el suport de fàbrica de Matchless. Renee Bennett va començar a guanyar premis en trials de la zona centre d'Anglaterra amb una Greeves 250cc i el 1961 va debutar als Sis Dies d'Escòcia de Trial, una prova on va competir en 25 edicions consecutives. Al llarg de la seva carrera, Bennett va obtenir un total de 6 medalles d'argent als Sis Dies d'Escòcia. També va competir en 25 edicions dels Tres Dies de Gal·les, una cèlebre prova d'enduro de l'època.
L'habilitat de Renee Bennett amb les motos va fer que treballés sovint d'especialista de cinema i televisió, on se la coneixia com a The Girl On A Motorcycle. Combinava aquesta activitat amb una reeixida carrera de model publicitària i se la podia veure sovint en anuncis de tota mena de productes.
A començaments de la dècada del 1970, Bennett va passar a pilotar una Bultaco Sherpa T, amb la qual va obtenir una de les seves medalles d'argent als Sis Dies d'Escòcia el 1973. Cap a aquella època va convertir una de les seves botigues, situada a l'est de Londres, en un centre especialitzat en competició, el Renee Bennett's East London Sportman's Centre, que va tenir un gran ressò internacional. Durant la dècada del 1980, el seu establiment va patrocinar nombrosos joves pilots de trial. Renee, al seu torn, va continuar competint fins a ben entrada la dècada i va crear una prova popular que va assolir una gran anomenada: The Renee Bennett Sunbeam Novice Trial.
A data del 2015, Renee Bennett continuava dirigint la seva botiga d'East Ham (Newham), la primera que va adquirir amb el seu marit cap al 1957.

## El germà culturista
Wag Bennett jr. (1930-2008), el germà de Renee, fou un famós culturista al Regne Unit. Va obrir el seu propi gimnàs i va entrenar alguns dels campions més coneguts del culturisme, entre ells un jove Arnold Schwarzenegger, a qui va hostatjar a casa seva, a l'East End londinenc, durant uns anys. Schwarzennegger va mantenir sempre el contacte amb els Bennett i va convidar Wag i la seva dona Dianne al seu casament amb Maria Shriver, a Hollywood.